# Чернігівська єпархія УПЦ (МП)
Чернігівська і Новгород-Сіверська єпархія УПЦ МП заснована 991 на канонічній території Константинопольської патріархії і є однією з найдавніших єпархій в Київській митрополії, а з 1687 — у Московській патріархії, та з 1701 — у синодальній РПЦ. З 1990 — у складі УПЦ МП і має назву Чернігівська та Новгород-Сіверська, 31 травня 2007 з її складу виділена Ніжинська єпархія. Центр — у Чернігові.

## Історія
Спочатку єпархія мала назву Чернігівської та Рязанської. До її складу входили землі сучасної Чернігівської, Сумської та Київської області України, а також Орловської, Калузької Курської, Тульської, Владімірської, Смоленської, Рязанської та Московської областей РФ, Могилевської — Білорусі. Пізніше на білоруських та фіно-угорських землях єпархії заснували Рязанську єпархію (1118), Смоленську (1137), Владімірську (1214), а відтак єпархія почала йменуватися просто Чернігівською.

## Архієреї

### Московський патріархат
- Лазар (Баранович) (1688 — 1692)
- Свт. Феодосій (Полоницький-Углицький) (11 вересня 1692 — 5 лютого 1696)
- Іоанн (Максимович) (10 січня 1697 — 1701)

### Синодальний період РПЦ
- Свт. Іоанн (Максимович) (1701 — 11 березня 1712)
- Свт. Антоній (Стаховський) (20 вересня 1713 — 1 березня 1721)
- Іродіон (Жураківський) (6 травня 1722 — 1734)
- Іларіон (Рогалевський) (25 березня 1735 — 11 жовтня 1738)
- Никодим (Скребницький) (6 грудня 1738 — 29 травня 1740)
- Антоній (Путнянський-Черновський) (29 травня 1740 — 6 вересня 1742)
- Амвросій (Дубневич) (8 вересня 1742 — 23 лютого 1750)
- Іраклій Комаровський (8 вересня 1752 — 19 жовтня 1761)
- Кирило (Ляшевецький) (19 жовтня 1761 — 14 травня 1770)
- Феофіл (Ігнатович) (17 жовтня 1770 — 27 вересня 1788)
- Ієрофей (Малицький) (6 грудня 1788 — 1 квітня 1796)
- Віктор (Садковський) (13 травня 1796 — 11 листопада 1803)
- Михаїл Десницький (18 грудня 1803 — 26 березня 1818)
- Симеон Крилов-Платонов (16 червня 1818 — 26 вересня 1820)
- Лаврентій Бакшевський (26 жовтня 1820 — 14 березня 1831)
- Володимир Ужинський (28 березня 1831 — 19 вересня 1836)
- Павло Підлипський (26 вересня 1836 — 18 квітня 1859)
- Свт. Філарет (Гумілевський) (2 травня 1859 — 9 серпня 1866)
- Варлаам (Денисов) (9 листопада 1866 — 16 серпня 1871)
- Нафанаїл (Савченко) (17 серпня 1871 — 4 березня 1875)
- Серапіон (Маєвський) (15 травня 1876 — 6 березня 1882)
- Веніамін (Биковський) (5 квітня 1882 — 1 лютого 1893)
- Сергій Соколов (26 березня — 24 серпня 1893)
- Антоній (Соколов) (3 вересня 1893 — 20 квітня 1911)
- Василій (Богоявленський) (12 травня 1911 — 1917)

### Український екзархат РПЦ
- Пахомій (Кедров) (1917 — 16 жовтня 1930)
- Стефан (Проценко) (28 жовтня 1932 — 1942)

### Українська Православна Автономна Церква Московського патріархату
- Симон (Івановський) (1942 — 1944)

### Український екзархат РПЦ
- Борис (Вік) (квітень 1945 — 13 січня 1947)
- Паїсій Образцов (13 січня — 19 червня 1947)
- Яків (Заїка) (18 листопада 1948 — 17 листопада 1953)
- Арсеній Крилов (17 листопада 1953 — 29 липня 1954)
- Гурій (Єґоров) (31 липня 1954 — 19 жовтня 1955)
- Андрій (Сухенко) (19 жовтня 1955 — 2 жовтня 1961)
- Ігнатій (Демченко) (12 січня — 16 листопада 1962)
- Феодосій Процюк (2 грудня 1962 — 30 березня 1964)
- Нестор (Тугай) (30 березня 1964 — 17 лютого 1969)
- Володимир (Сабодан) (20 березня 1969 — 18 квітня 1973)
- Варлаам (Іллющенко) (18 квітня — 31 травня 1973)
- Антоній (Вакарик) (31 травня 1973 — 1990)

### УПЦ МП
- Антоній (Вакарик) (1990 — 15 липня 2003)
- Амвросій (Полікопа) (з 15 липня 2003)

## Статистичні дані
У складі єпархії п'ять монастирів:
- Спасо-Преображенський Новгород-Сіверський чоловічий монастир;
- Єлецький Свято-Успенський жіночий монастир;
- Монастир преп. Лаврентія Чернігівського;
- Свято-Георгіївський Данівський жіночий монастир;
- Домницький монастир Різдва Пресвятої Богородиці